# Aloe tomentosa
Aloe tomentosa là một loài thực vật có hoa trong họ Măng tây. Loài này được Deflers mô tả khoa học đầu tiên năm 1889.

## Hình ảnh

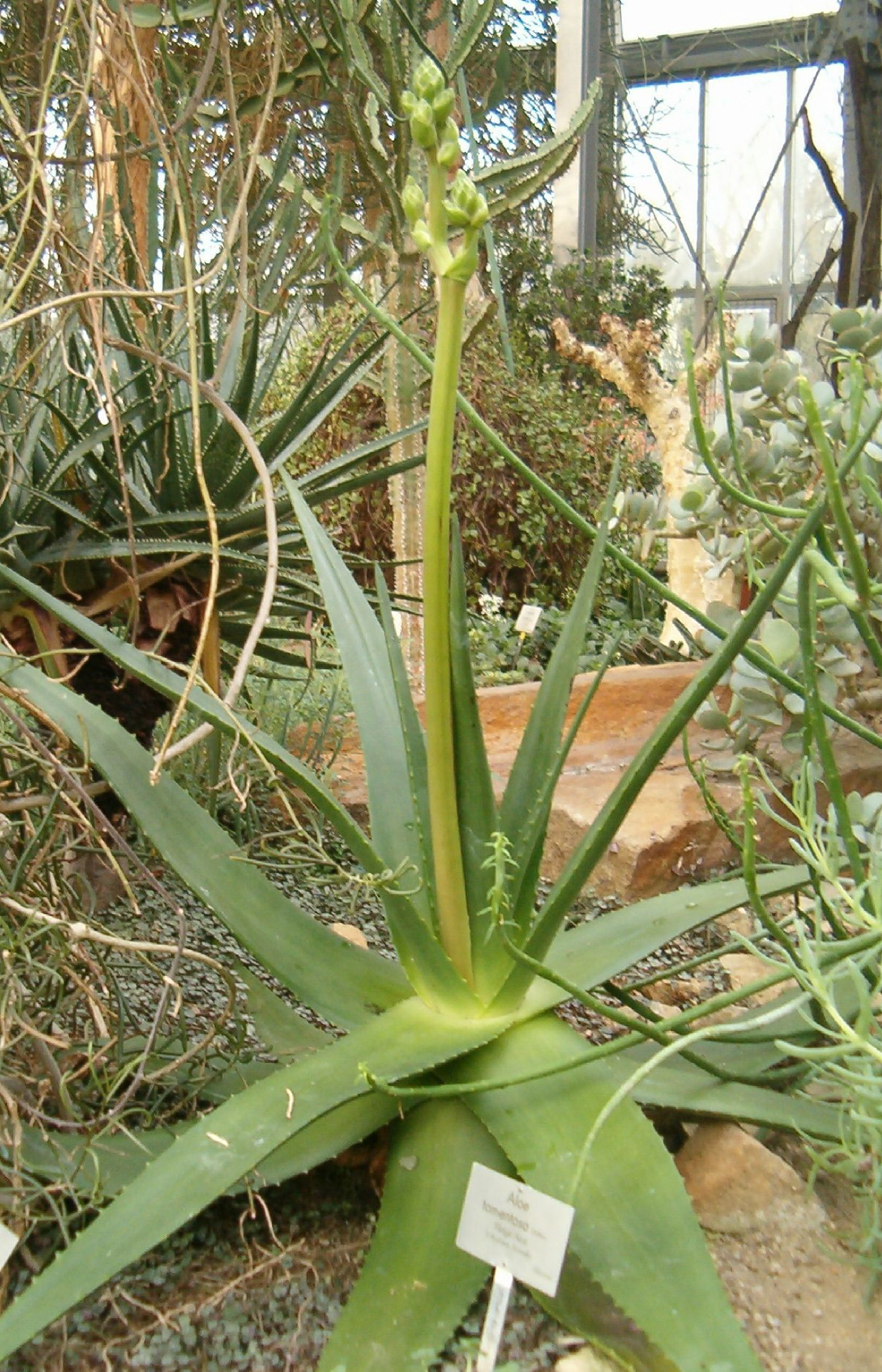
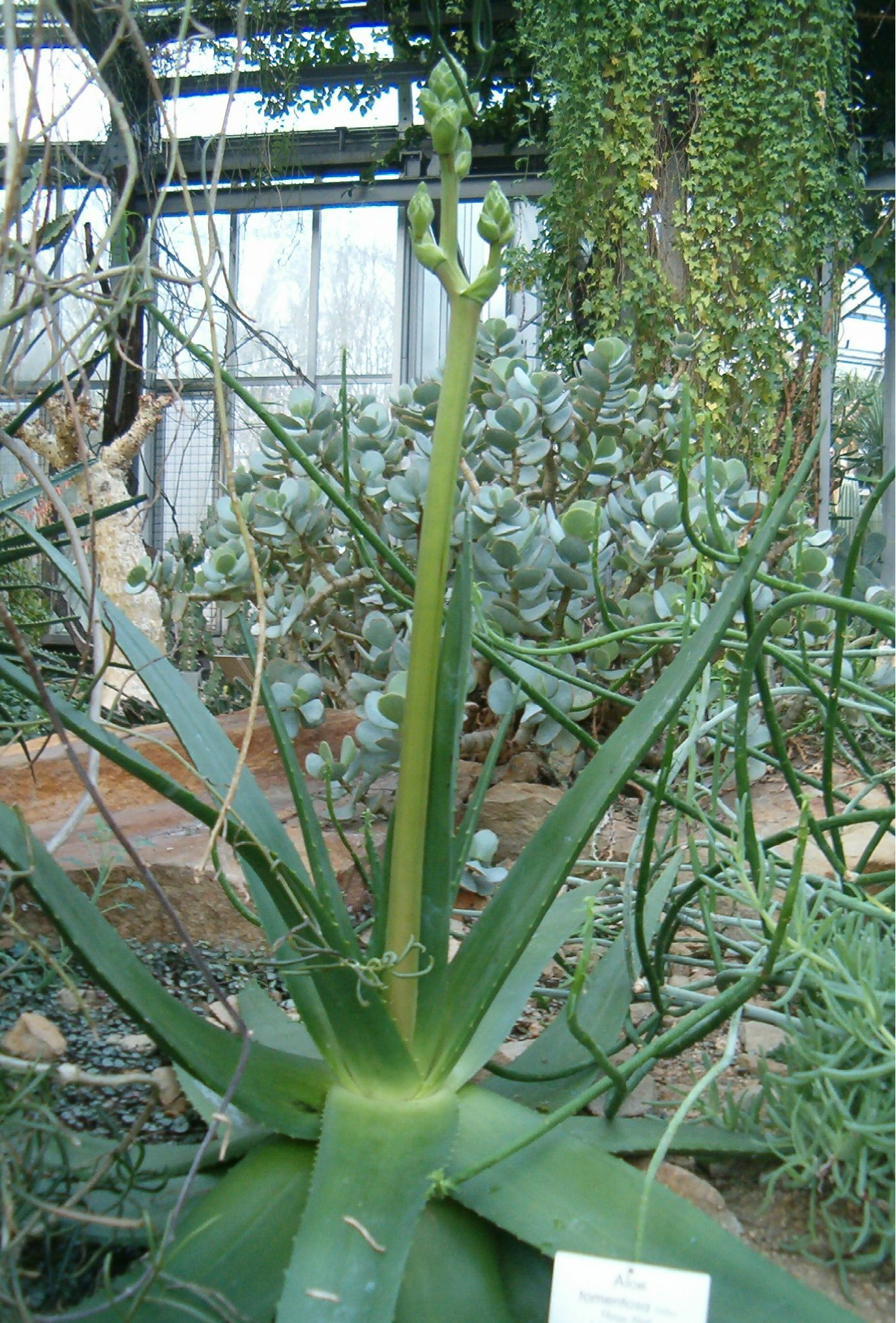
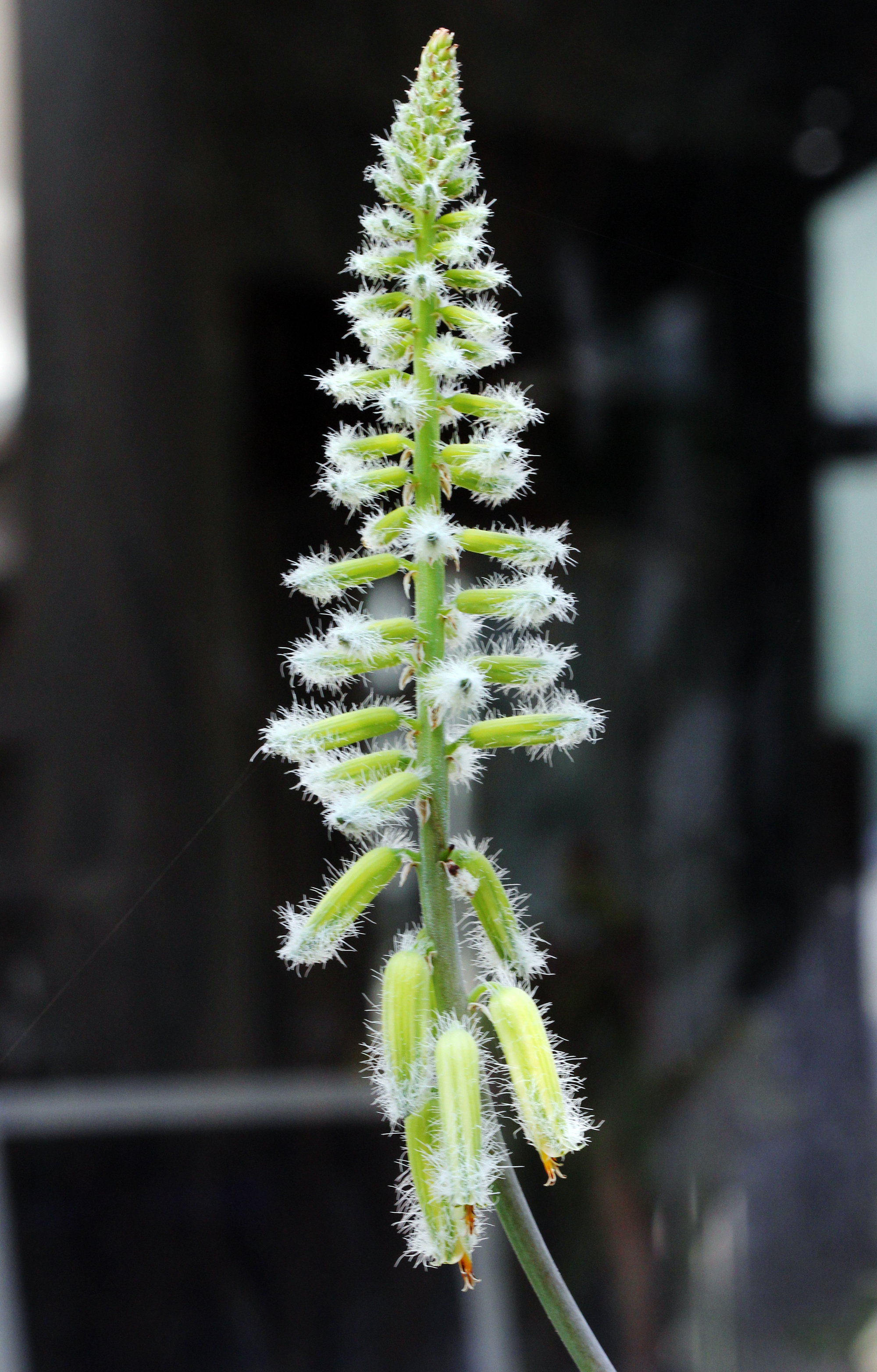